# Scuoletta Greca
La schola de San Nicolò de la Nathion dei Greghi, ou Scuoletta Greca, abritait l’école de dévotion et de charité des grecs de Venise. Elle est située sur le Campo San Silvestro dans le sestiere de Castello. 

## Historique[1]
La communauté grecque de Venise déambulait d'église en église à la recherche d'un lieu de culte, mais ce n'est qu'en 1498 que la scuola di San Nicolò dei Greci fut autorisée par le conseil des Dix. Ce n'est toutefois qu'en 1514 que Léon X leur accorda la concession de pouvoir ériger leur propre église, ce qu'ils firent entre 1530 et 1571 le long du rio di San Lorenzo.
Grâce à un legs de Tommaso Flangini de 1648, Baldassare Longhena entame en 1678 la construction de la scholetta grecque et du collège Flangini.
En 1806, la schola échappe à la vague de fermetures napoléonienne. Aujourd'hui, le complexe abrite le primat grec orthodoxe pour l'Europe occidentale.